# Saint-Firmin (Nièvre)
Saint-Firmin è un comune francese di 155 abitanti situato nel dipartimento della Nièvre nella regione della Borgogna-Franca Contea.

## Società

### Evoluzione demografica
Abitanti censiti